# Ludvík Gala
A.R.D. Ludvík Gala (5. června 1876 Boreci u Križevec, Dolní Štýrsko – 8. května 1957 Děčín) byl slovinský římskokatolický kněz působící v Čechách, 14. infulovaný arciděkan v Horní Polici.

## Život

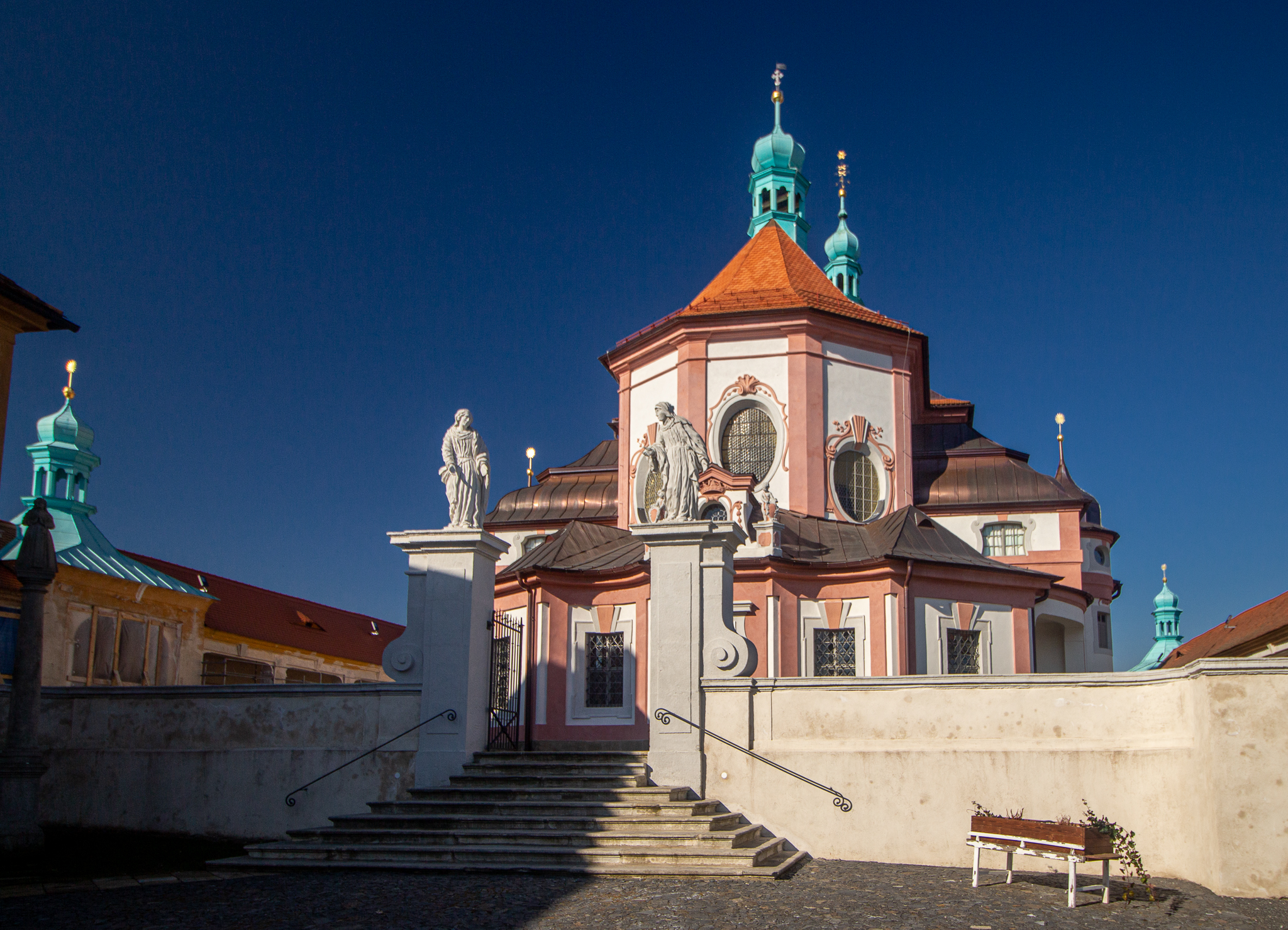
Kostel Navštívení Panny Marie v hornopolickém poutním areálu

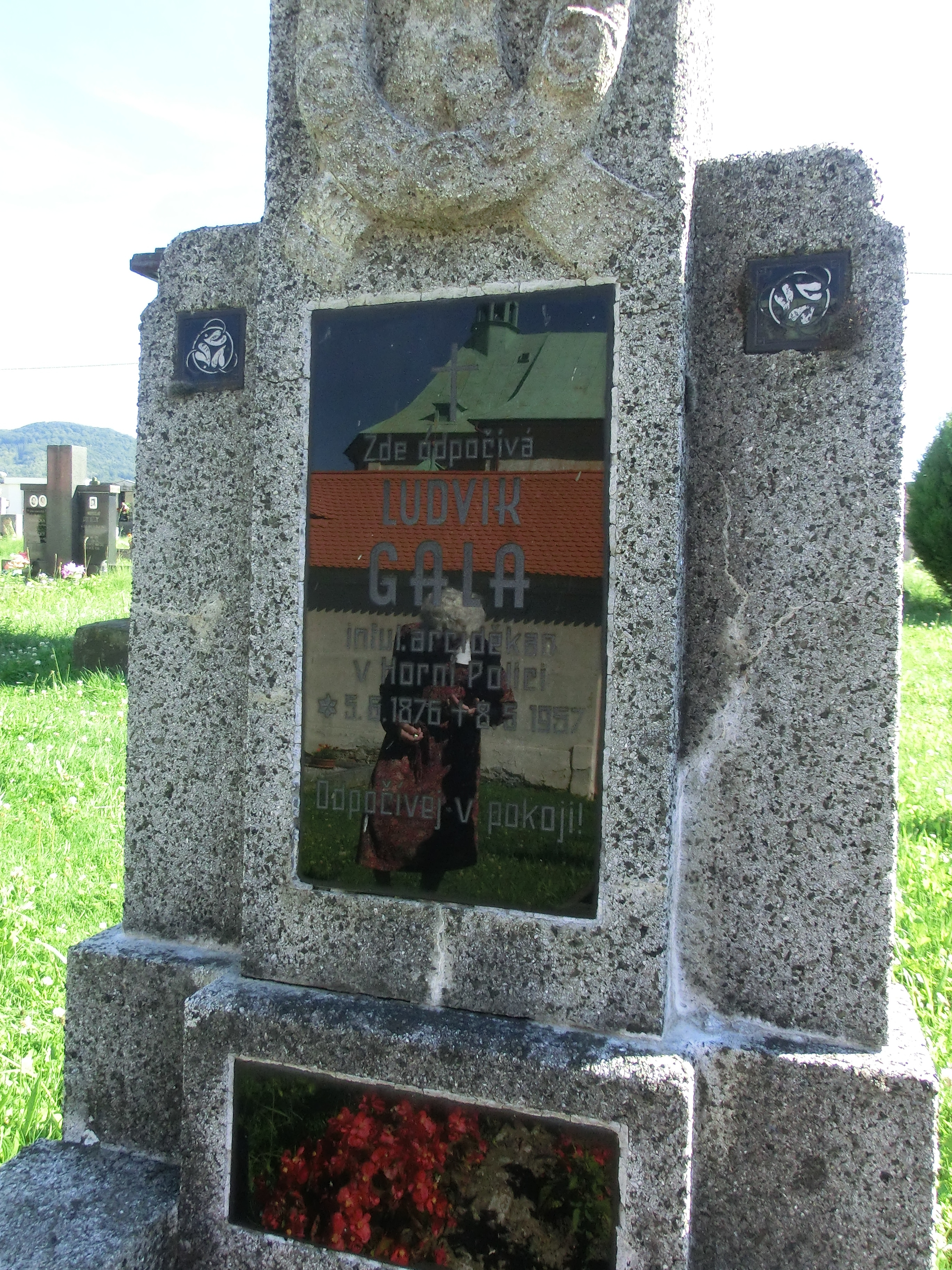
Hrob Ludvíka Galy v Horní Polici.

Pocházel z chudé rolnické slovinské rodiny. Rodiče byli Andreas Galla a Agnes (Anežka), rozená Skuhala.
Na kněze litoměřické diecéze byl vysvěcen 8. prosince 1903a poté působil v žandovské farnosti. Za první světové války, byl jako rakousko-uherský občan, vojenským kaplanem (polní kurát). V roce 1915 obdržel od Nejvyššího armádního velení válečné vyznamenání (slovinsky Sv. Križ na Murskem polju). Po skončení války se vrátil do duchovní správy v litoměřické diecézi.
Jako katolický kněz litoměřické diecéze sám jako jediný požádal litoměřického biskupa o místo hornopolického arciděkana, a protože v Horní Polici již pracoval nějaký čas jako kaplan, žádost byla záhy přijata. V roce 1932 byl prezentován a ustanoven ke službě na mariánském poutním místě Horní Polici litoměřickým biskupem Antonínem Weberem.
V Horní Polici se stal v pořadí 14. infulovaným arciděkanem. Kromě hornopolické farnosti a děkanství administroval jako duchovní správce zároveň excurrendo farnosti Jezvé a Žandov. V této funkci vydržel i po období druhé světové války a přečkal také nástup komunistického totalitního režimu, a to až do konce ledna 1954, kdy jej v úřadu vystřídal Josef Stejskal.
Ludvík Gala po 22 letech služby v Horní Polici odešel na odpočinek k řádovým sestrám do Děčína (Děčín II., ulice Kamenická 195), které se o něho staraly do konce života. Dne 8. května 1957, krátce před osmou hodinou večerní, zaopatřen svátostmi církve, které mu udělil děčínský vikář František Drábek, v Děčíně zemřel. Pohřben byl na hřbitově v Horní Polici 14. května 1957. Pohřební obřady vedl Franz Gráf, farář ve výslužbě z Horní Libchavy.
Jeho nástupce Josef Stejskal, účastník posledního rozloučení uvedl, že Galův pohřeb začal mší v hornopolickém chrámu dopoledne o půl jedenácté, a jeho tělo bylo spouštěno do země přesně v pravé poledne. Stalo se však, že se přetrhlo lano a rakev se do hrobu zřítila. Rakev byla tedy na Stejskalovu bezprostřední intervenci během pohřbu znovu vytažena (okamžitá exhumace), Galovy ostatky upraveny a poté s náležitou důstojností byla rakev definitivně spuštěna do hrobu.
Galův hrob je i na začátku 21. století pravidelně upravován a objevují se na něm květiny jako výraz úcty těch, kdo ho znali. Kolem roku 1964 navštívil Horní Polici slavný slovinský lékař, děkanův synovec, při své cestě na sympozium do Berlína. Rovněž v 80. letech 20. století přijížděli na jeho hrob další příbuzní a přátelé ze Slovinska.